# Zvezdara
Zvezdara (Servisch: Звездара) is een gemeente binnen het Servische hoofdstedelijke district Belgrado.
Zvezdara telt 137.523 inwoners (2002) op een oppervlakte van 31 km².
Barajevo · Čukarica · Grocka · Lazarevac · Mladenovac · Novi Beograd · Obrenovac · Palilula · Rakovica · Savski Venac · Sopot · Stari Grad · Surčin · Voždovac · Vračar · Zemun · Zvezdara